# Paximádia

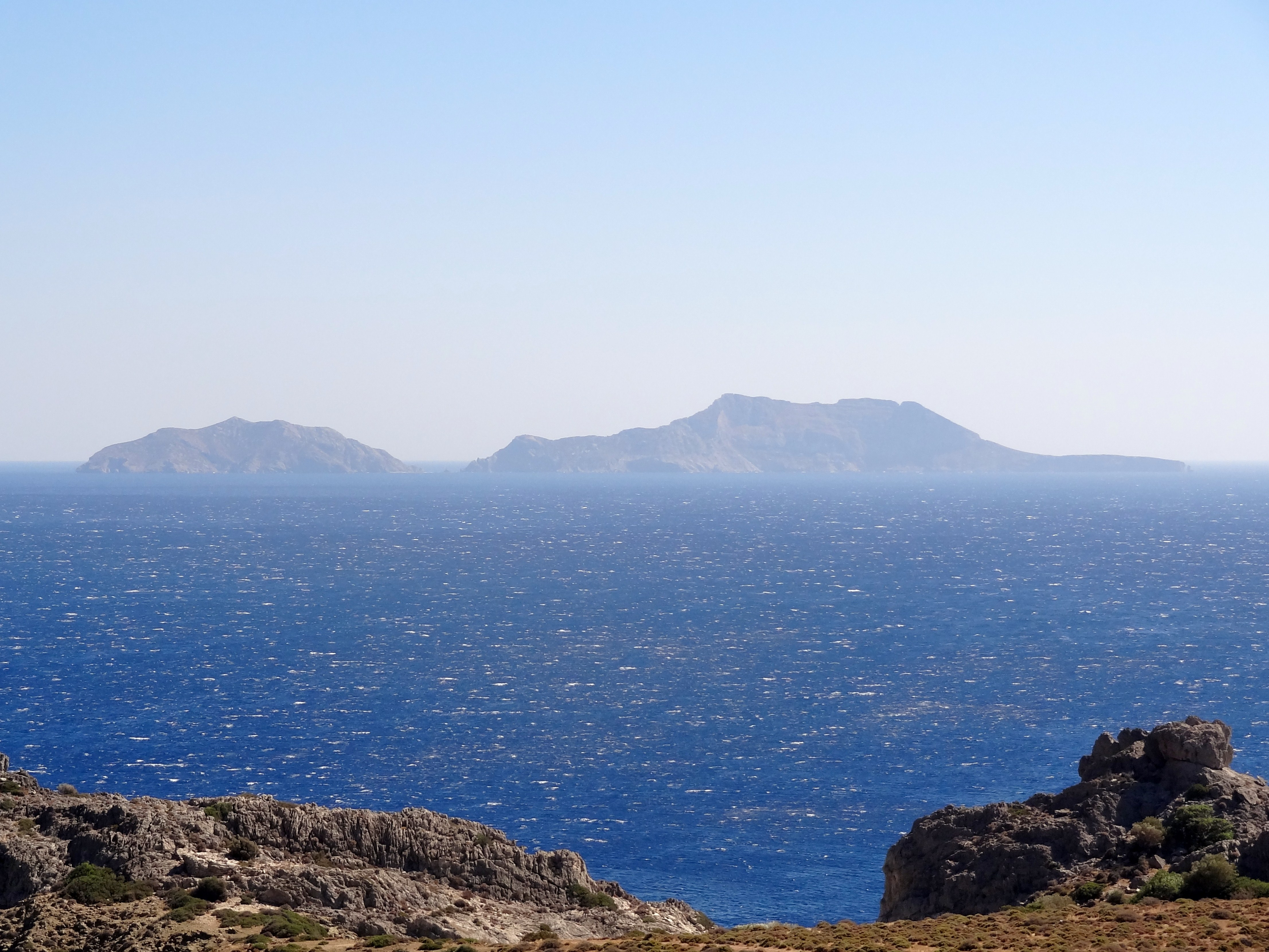
Les îles Paximádia vues depuis la côte de la Crète.

Les îles Paximádia (grec moderne : Παξιμάδια) sont deux îles inhabitées situées à environ 12 km de la côte sud de la Crète, dans la mer de Libye à l'est de la mer Méditerranée.

## Origine du nom
Le nom Paximádia aurait été attribué par les Crétois en raison de la ressemblance avec le biscuit appelé « paximádi »,.

## Mythologie
Dans la mythologie crétoise les îles Paximádia seraient les lieux de naissance d'Apollon et d'Artémis.

## Littérature
Les îles Paximádia tiennent un rôle important dans la nouvelle Der kretische Gast de l'allemand Klaus Modick.